# Lizzet Rojas
Lizzet del Carmen Rojas Sánchez es una abogada peruana. Desde el 12 de noviembre hasta el 16 de noviembre de 2020, fue ministra del Ambiente del Perú en el Gobierno de Manuel Merino.
Es abogada egresada de la Universidad de San Martín de Porres. También cuenta con un máster en Gestión Medio Ambiental por el Centro Europeo de Postgrado y la Universidad Alcalá de Henares, España. Asimismo realizó estudios de maestría en Derecho Civil y Comercial por la Universidad Inca Garcilaso de la Vega.  
Se desempeñó como especialista de la Unidad Gerencial de Reconstrucción Frente a Desastres del Programa Nacional de Infraestructura Educativa del Ministerio de Educación y subintendente de la Superintendencia Nacional de Fiscalización Laboral (Sunafil) del Ministerio de Trabajo. 
Fue gerente de un estudio jurídico corporativo.